# Сосна стланиковая
Сосна стланиковая, или Кедро́вый стла́ник (лат. Pínus púmila), часто называемый кедро́вником (тривиальное название) — небольшое стелющееся древесное растение с широко раскинутыми ветвями, вид рода Сосна (Pinus) семейства Сосновые (Pinaceae).
Из-за разнообразия формы крон кедровый стланик в разных случаях определяют как кустарник, кустовидное дерево или «полукуст-полудерево», а его заросли называют стелющимися лесами, стланцевыми кедрачами и стелющимися кедровниками.
Заросли кедрового стланика, как правило, богато заселены птицами и мелкими млекопитающими. Помимо этого, заросли стланика — постоянная и неизменно богатая кормовая база для бурого медведя.

## Ботаническое описание

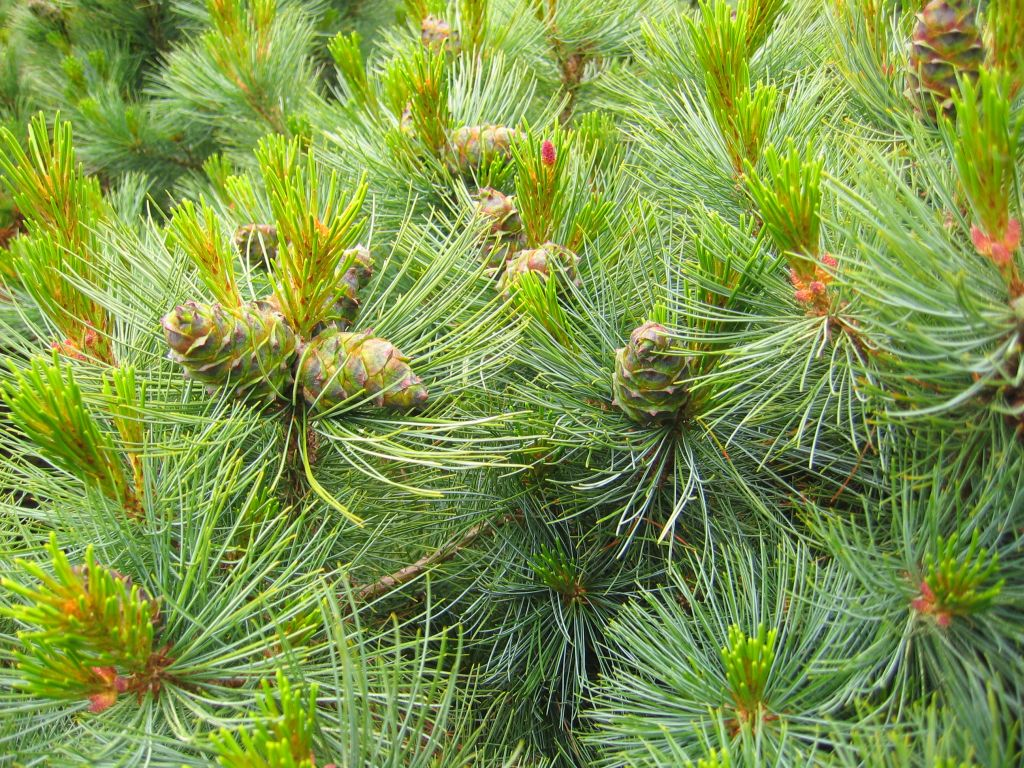
Кедровый стланик на Камчатке

Образует различные по виду кроны — чашеобразные, стелющиеся над землёй или древовидные. Древовидные кроны встречаются у стланика в укрытых от ветра долинах, где деревца достигают 4—5 м (изредка 7 м) высоты при толщине ствола 15—18 см у шейки корня. У взрослых (100 и более лет) растений, стелющихся по земле, стволы достигают толщины 20—25 см и длины 10—12 м. У стелющихся форм ветви прижаты к земле, их концы приподняты вверх на 30—50 см.
Корневая система кедрового стланика вначале имеет стержневой корень и боковые ответвления, затем стержневой корень отмирает, развиваются боковые поверхностные корни. При погружении корней в нарастающий моховой слой или в песчано-каменистые почвенные наносы, а также при повышении горизонта вечной мерзлоты на смену погребённым и отмершим корням образуются придаточные корни. Прижатые к почве ветви способны окореняться. Образование придаточных корней и окоренение ветвей обеспечивают живучесть растения.
Древесина смолистая, плотная, тяжёлая, прочная, со свилеватыми и эксцентрическими годичными слоями, трудно колется.
Кора ветвей почти гладкая, серая, на стволиках слегка шелушащаяся, тёмно-бурая с серыми пятнами. Молодые побеги вначале зелёные, густо опушены рыжими волосками, позднее светло-коричневые. Хвоя трёхгранная, сизо-зелёная, от 4 до 8 см длины, собрана в пучки по 5.
Шишки созревают на второй год после «цветения». Шишки мелкие, от 4 до 7 см длины, около 3 см ширины, яйцевидные или удлинённые, опадают закрытыми с семенами.
Орешки мелкие, 5—9 мм длины, 4—6 мм ширины, темно-коричневые, овально-неправильной формы, с тонкой деревянистой кожурой. На долю ядра приходится 43 %, на долю скорлупы — 57 % всей массы орешка. Средняя масса 1000 семян — 98 г, в 1 кг содержится до 24 тыс. семян.
Семеношение начинается с 20—30 лет и продолжается до 200 и более лет.

## Распространение

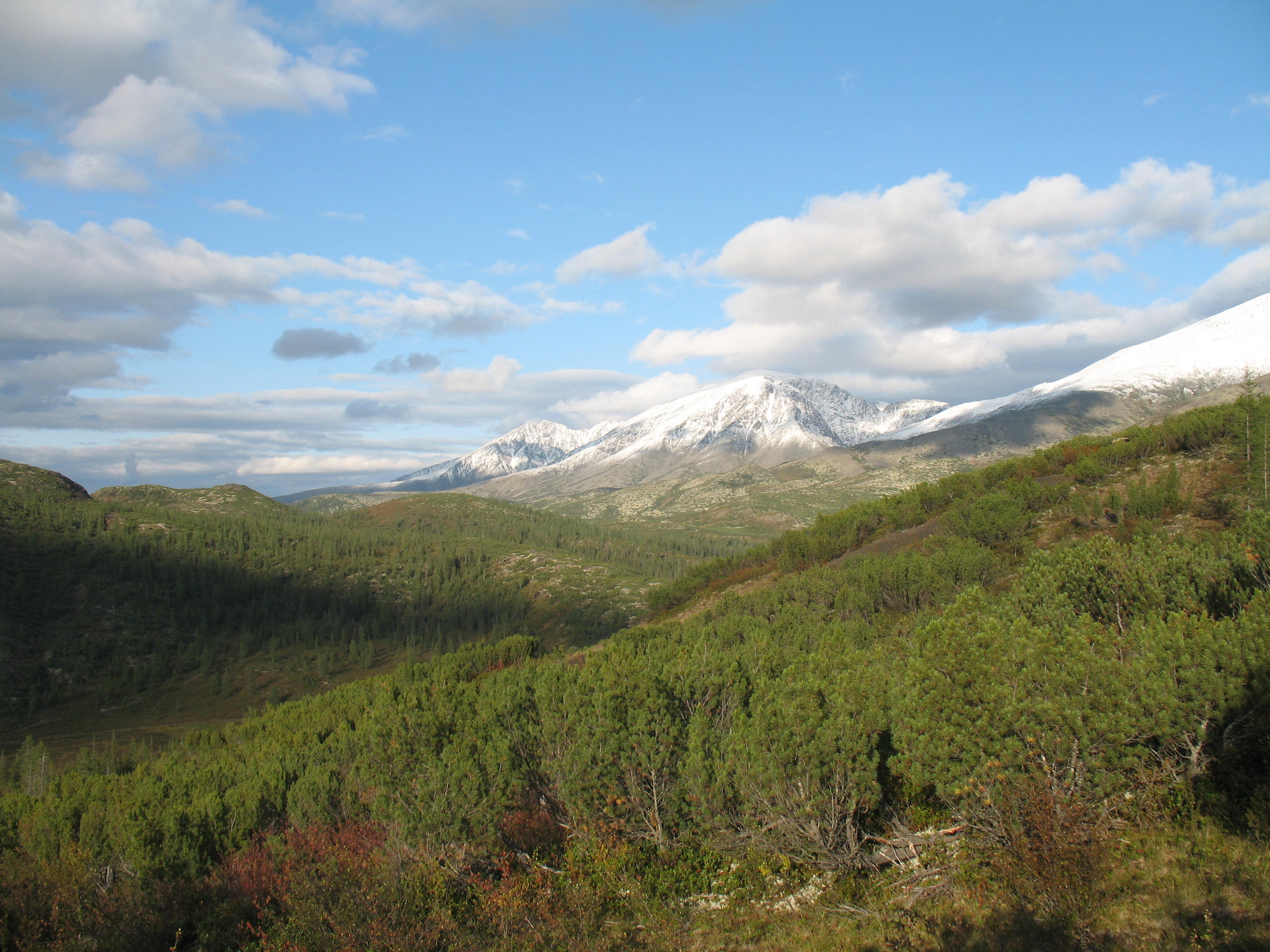
Заросли кедрового стланика на гольцах северного Прибайкалья

Нетребователен к условиям существования. Растёт на бедных и тяжёлых почвах, на щебенчато-скалистых с незначительным плодородным слоем, на суглинистых и песчано-глинистых почвах подзолистого типа, на каменистых осыпях, на песках, а также на торфяно-подзолистых почвах равнин.
Хорошо приспособлен к суровым климатическим условиям севера, не страдает от низких температур, так как с наступлением морозов ветви кедрового стланика расправляются, прилегают к земле и погребаются снегом, а весной вновь поднимаются и вытягиваются.
Растёт медленно. Обычно доживает до 200—300 лет, хотя возраст отдельных экземпляров доходит до 850 лет. На открытых местах образует заросли и куртины, встречается в виде подлеска в насаждениях с различным составом, чаще с преобладанием лиственницы. Возобновляется в основном семенами, которыми питаются белка, соболь, бурундук, мышевидные, медведь, а из птиц — глухарь, кукша, кедровка и другие.

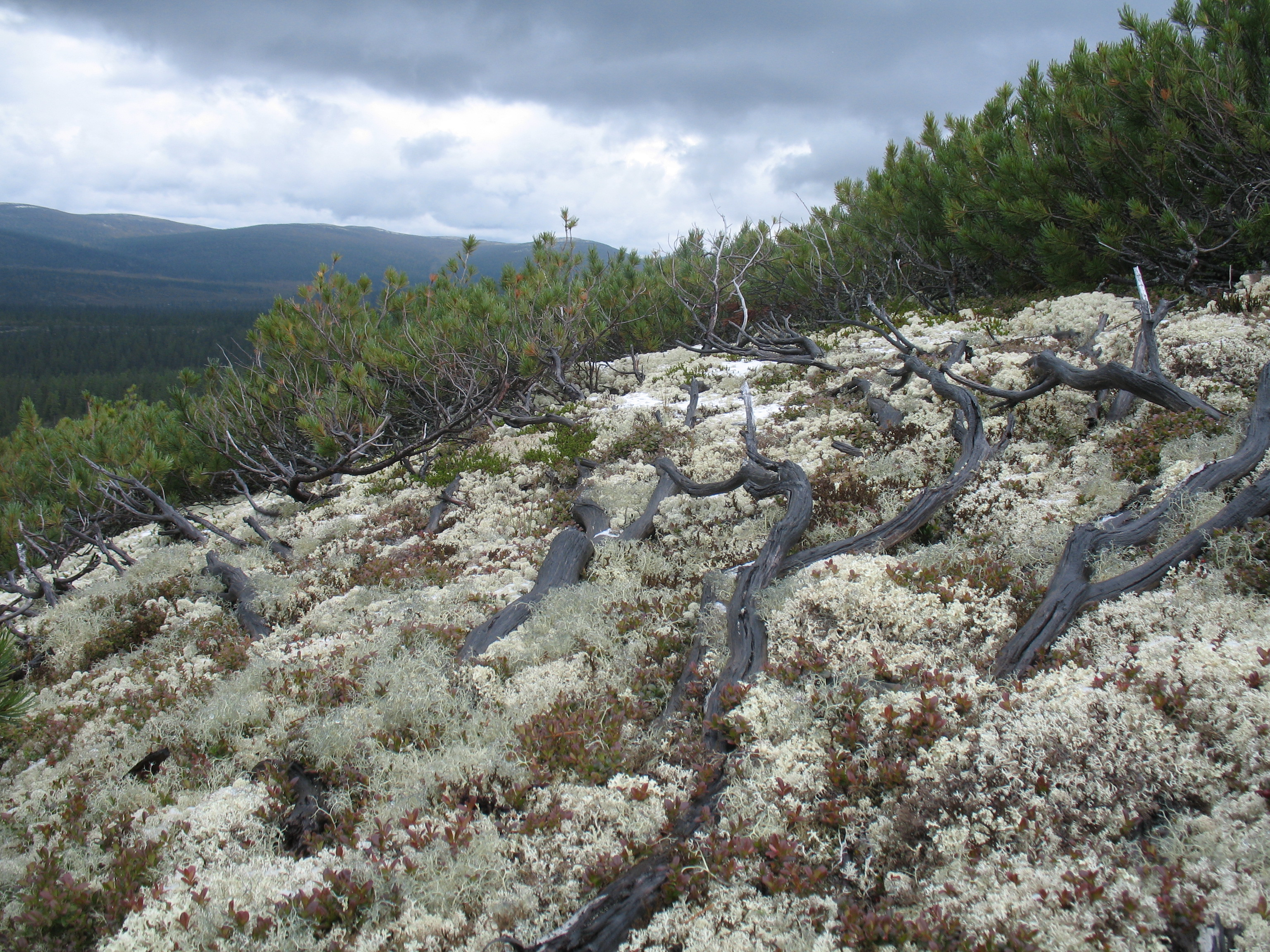
Заросли стланика на ковре из оленьего мха

Ареал кедрового стланика велик. Северная граница заходит за Полярный круг, достигая 71° с. ш. в низовьях реки Лены, и выходит на востоке к Анадырскому заливу. Растёт на территории Чукотского автономного округа, Якутии, в Магаданской, Сахалинской и Амурской областях, в Камчатском и Хабаровском краях, в незначительных количествах — в Приморском крае. На Дальнем Востоке России он не растёт лишь на Командорских островах. Стланик встречается на всех островах Большой Курильской дуги площадью более 40 км2. На Шикотане кедровый стланик исчез относительно недавно, не выдержав временного повышения суммы активных температур до 2 000 °C, что несколько выше современных 1 650, что является предельным для него температурным значением. На юге Хабаровского края и в Приморье стланик встречается в основном только на высокогорной части хребта Сихотэ-Алинь, протянувшись по нему прерывистой полосой от Советско-Гаванского и Комсомольского районов до его южной оконечности (до Партизанского хребта). Из Комсомольского района южная граница ареала кедрового стланика, пересекая среднее течение рек Урми, Бурея, Селемджа, Зея.
В юго-западной части своего ареала кедровый стланик произрастает в Бурятии, Иркутской области и Забайкальском крае. На крайнем юге российской части ареала — в Приморье — стланик почти не опускается ниже 900 м над уровнем моря (Партизанский хребет). Исключение составляет гора Половинкина в Ольгинском районе Приморского края, где кедровый стланик встречается даже ниже 600 м над уровнем моря. По мере продвижения на север — в низовья Амура, на побережье Охотского моря и далее — он растёт не только на склонах гор, но и в низинных местах, занимая заболоченные и моховые участки речных долин, песчано-каменистые россыпи и валы морского побережья.
За пределами России небольшой «язык» ареала проникает в горы Монголии, а отдельные местонахождения стланика имеются в Северо-Восточном Китае, Северной и частично Южной Корее. Крайняя южная оконечность всего ареала находится в Японии, в горах острова Хонсю (немного к северу от 35° с. ш.). Там же он достигает своего верхнего высотного предела распространения — 3300 м над уровнем моря.

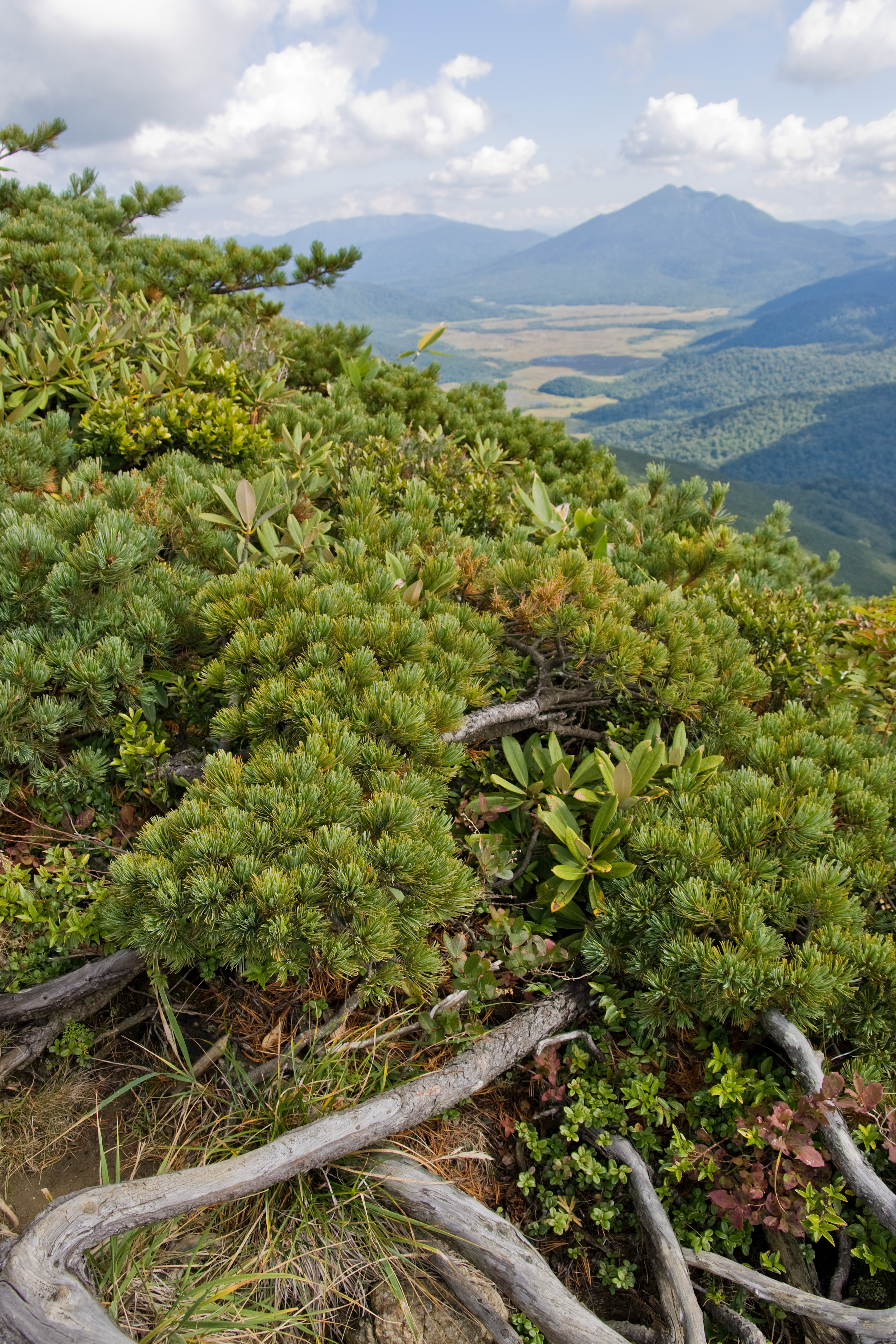
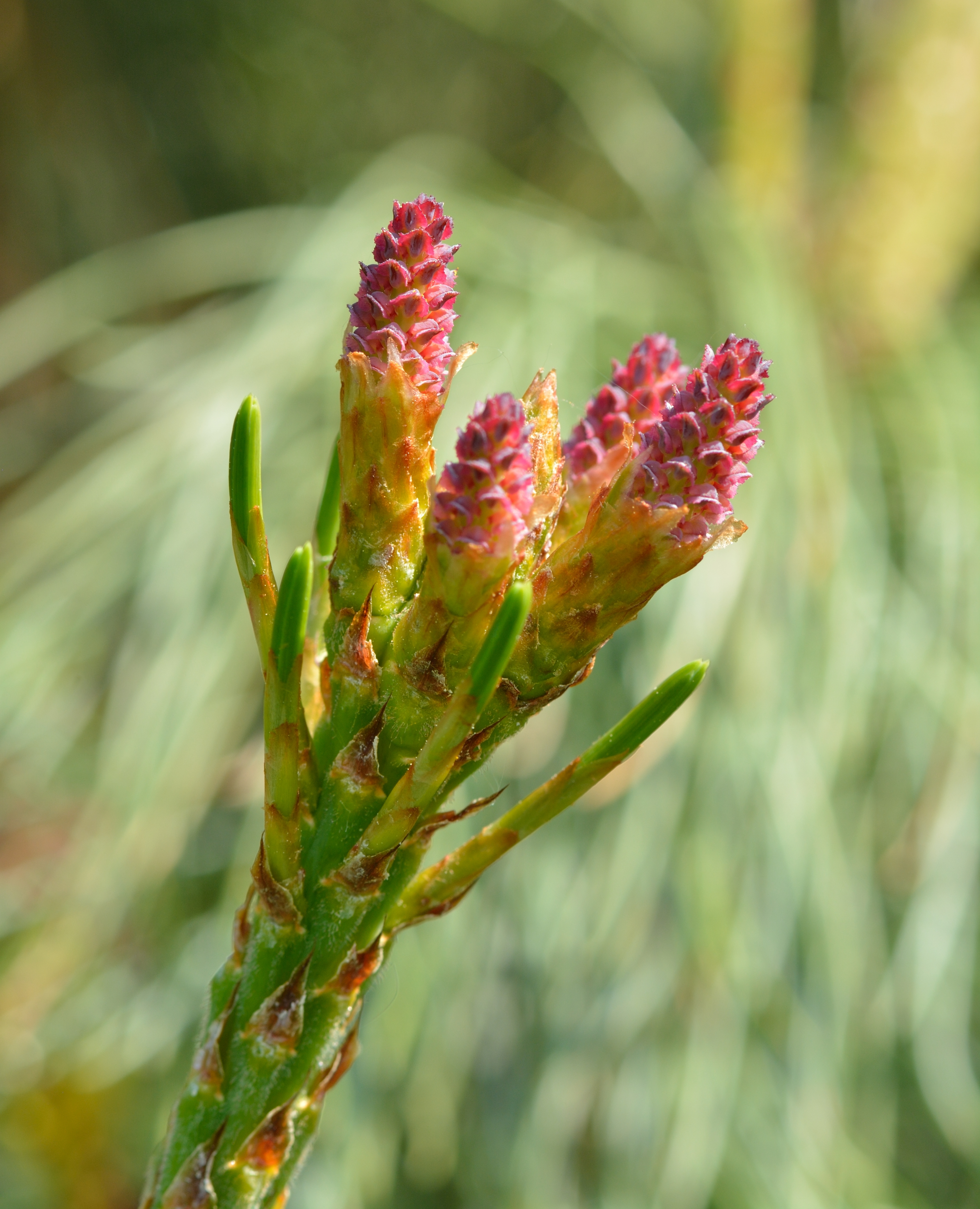
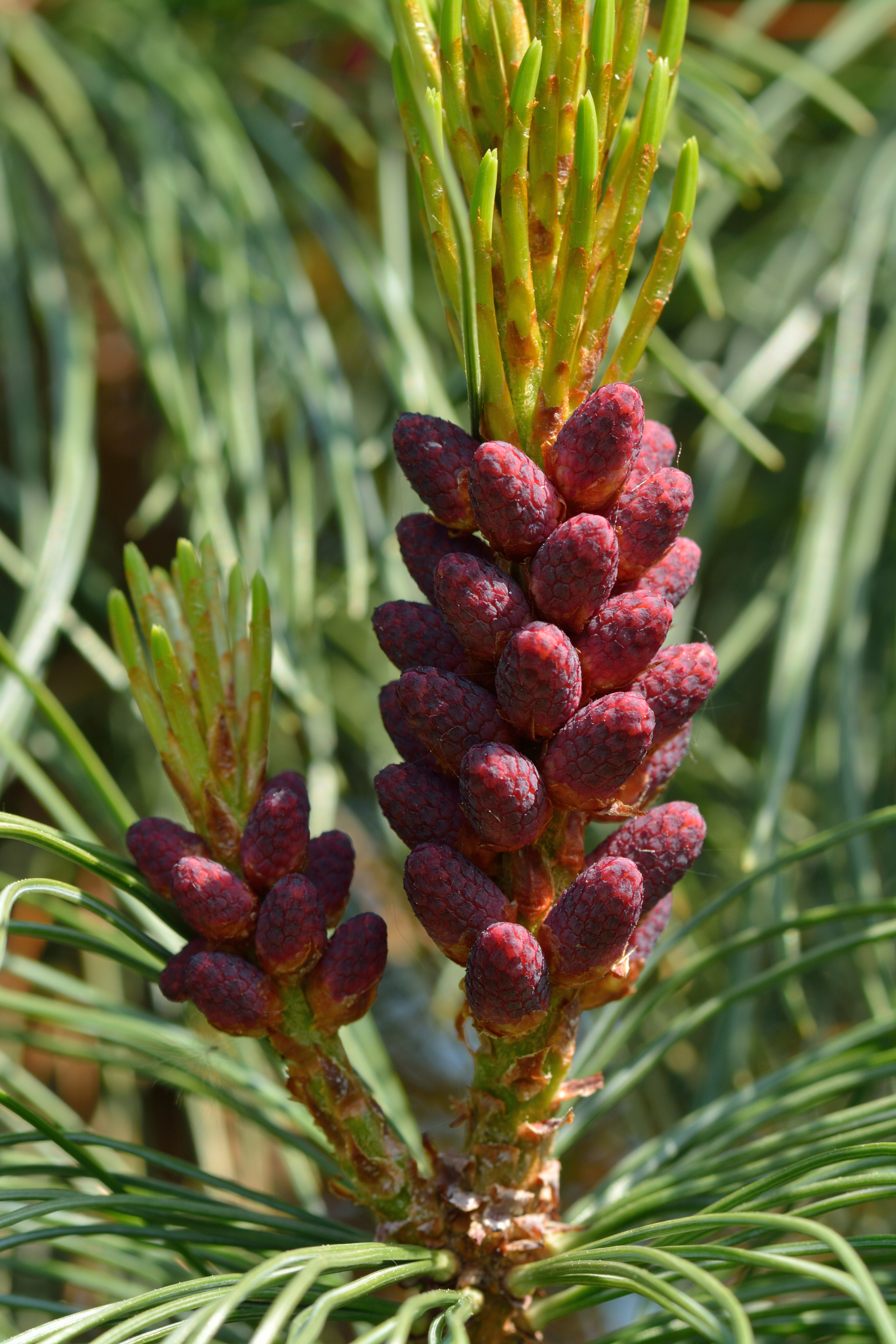

## Фармакологические свойства
Скипидар, полученный из смолы, является антисептическим, мочегонным, вызывающим гиперемию кожи и глистогонным средством. Эфирное масло хвои кедрового стланика оказывает седативное, обезболивающее, жаропонижающее и противовоспалительное действие на мышах. ЛД50 эфирного масла у мышей составляет 0,577 мл/кг.

### Биологически активные компоненты
Живица из древесины содержит монотерпеноиды: α-пинен, β-пинен, α-туйен, камфен, Δ3-карен, мирцен, лимонен, β-фелландрен, γ-терпинен, терпинолен, n-цимол, (-)-борнилферулат, l-борнилферулат, l-борнил-n-кумарат; сесквитерпеноиды: α-бизаболен, β-бизаболен, α-куркумен, α-мууролен, γ-мууролен, α-иланген, β-иланген, α-копаен, β-копаен, циклосативен, лонгифолен, α-лонгипинен, лонгициклен, γ-элемен, сибирен, α-селинен, α-гумулен, кариофиллен, α- δ- и γ-кадинены, α-калакорен, бизаболол, кубеболы, δ-кадинол, корайол, α-аморфен; дитерпеоиды: изопимарадиен −8,15-аль-18, изопимариналь, левопимариналь. неоабиетиналь, дегидроабиетиналь, палюстраль. Маноилоксид, цис-абиенол, изопимаринол, изоцемброл, 3β-ацетоксиантикопаловая, 3β-гидроксиантикопаловая, метиловый и диметиловый эфир агатоловой кислоты, агатовая, агатоловая, сандарокопимаровая, абиетиновая, левопимаровая, неоабиетиновая кислоты, (+)- дигидроабиетан, (—)- абиетадиен, 13-диен-15-аль, метиловые эфиры антикопаловой, абиетиновой. дегидроабиетиновой, изопимаровой и других кислот.
Живица содержит метиловый эфир ацетоксилабдановой кислоты,11 монотерпенов и 26 сесквитерпенов.
Химический состав живицы из кедрового стланика с северной части побережья озера Байкал отличается от живицы этого вида с Сахалина. В ней отсутствует α-туйен, значительно меньше β-фелландрена и несколько увеличено содержание α-пинена. В живице среди сексвитерпеноидов преобладают лонгифолен (34 %), α-бизаболен (30 %), β- бизаболен (14 %), а также кариофиллен, сибирен, γ-элемен, α-гумулен, α-муролен, δ- и γ-кадинены и др; среди монотерпенов нашли в живице α-пинен (90,4 %), β- пинен (2,9 %), камфен (3,5 %), мирцен (0,5 %), лимонен (0,6 %) , β-фелландрен (1 %) и др.
Хвоя содержит бензойную (0,3 %), сукцинилагатоловую, сандаракопимаровую, изопимаровую, палюстровую, дегидроабиетиновую, абиетиновую, неоабиетиновую кислоты, кроме того, производные антикопаловой кислоты-3β-окси-, 3β-ацетокси- и 3-антикопаловые кислоты; альдегиды: сандаракопимариналь, палюстраль, дегидроабиетиналь, абиетиналь, неоабиетиналь; а также новакозанол-10, метилабиетат, метилдегидроабиетат, метилнеоабиетат, метилсандарокопимарат. В хвое кедрового стланика в значительных количествах содержатся сандаракопимарадиен-3β-ол и сандаракопимарадиен-3β,18-диол впервые обнаруженные у растений семейства Сосновые.
Хвоя содержит эфирное масло 1,5-2,8 %, причем наибольшее количество его определено в двух и трехлетней хвое. Содержание эфирного масла в коре побегов варьирует от 1,5 до 5 %, причем также максимальное количество найдено в коре взрослых 3-4 летних побегов.
Выход эфирного масла из хвои и древесной зелени составляет 0,34-0,52 % (в расчете из свежесобранного), его плотность 0,861-0,869 г/см3, показатель преломления 1,4731- 1,4774, кислотное число 0,25. Основными компонентами эфирного масла из хвои и древесной зелени являются α-пинен (23-38 %), камфен (5,1-6,6 %), β -мирцен (3,4-6,1 %), Δ3-карен (4,0-14,9 %), лимонен (5,3-8,9 %), β -фелландрен (7,0-10,4 %) и терпинолен (5,1-8,2 %). В составе масла обнаруживается более 30 сесквитепеновых компонентов, среди которых доминируют кариофиллен (0,8-2,3 %), гумулен (0,5-2,2 %), δ-кадинен (2,1-4,5 %), Т-кадинол (0,6-2,0 %) и α -кадинол (0,7-2,5 %), а также два дитерпеновых углеводорода — цембрен (0,4-1,5 %) и изоцембрен (0,1-0,5 %). В ядре ореха содержатся жирные масла, крахмал, белок, сахара. В Хабаровском крае выход эфирных масел из древесной зелени (хвоя и мелкие веточки) составляет 0,9-1,3 %; плотность — 0,851-0,862 г/см3; показатель преломления — 1,4770-1,4777; кислотное число — 0,24-0,80 млг КОН на 1 г продукта, а также в них обнаружены кумарины — 2,1-3,6 %. В эфирном масле найдены α-пинен (49,5 %), β-пинен (14,9), мирцен (5,7 %), лимонен (4,4 %), Δ3-карен (3,1 %), борнилацетат (11,5 %), кадинены (4,5 %), терпинеол (0,9 %), цитраль (0,6 %), камфора (0,5 %), хамазулен (0,4 %), терпинолен, лонгифолен и др.
В эфирном масле хвои кедрового стланика, выращенного в Томской области, найдено 99 компонентов. Эфирное масло из хвои разных экотипов кедрового стланика (Байкальского, Курильского и др.) очень сильно отличается по составу, так содержание α-пинена, 3-карена, лимонена, гермиколена и терпинолена в этих экотипах различается в 3-6 раз. Так, в эфирном масле хвои растений, выросших из семян, взятых на Северо- Байкальском хребте количество α-пинена составляет 32,86 %, лимонена 7,87 %, а у Курильского экотипа содержание этих компонентов меньше и равно, соответственно 5,73 % и 3,11 %.
В эфирном масле хвои основными компонентами являются Δ3 -карен (14.9 %), β-фелландрен (10.7 %) и терпинолен (37.7 %). Главными компонентами в эфирном масле из хвои являются караны (Δ3 карен и др.).
Эфирное масло из хвои растений, растущих на побережье Байкала, содержит 42,5 % α-пинена, 8,5 % камфена, 6,8 % фелландрена, 9 % лимонена, 4,4 % терпинолена, 1-2,5 % мирцена, 2,1 % β-пинена, 0,5 % карена и др.
В молодой однолетней хвое содержатся каротиноиды 43,1-49,7 мг/кг, витамина С 134—150 мг/100 г, а в старой трехлетней, соответственно, 74,2-179,5 мг/кг и 227—237 мг/100 г..
В хвое найдены флавоноиды: кверцетин, кемпферол; высшие жирные кислоты: тридекановая, пентадекановая, маргариновая, нонедекановая, генэйкозановая, трикозановая, пентакозановая; высшие алифатические спирты: нонакозанол-10.
В семенах содержится 23,67 % жирного масла (и.ч. 146,3), в его составе кислоты: олеиновая 30,2 %, линолевая 68,6 %, α-линоленовая 0,29 %, арахидоновая 0,04 %, пальмитиновая, стеариновая.

## Использование
Кедровый стланик является ценным хозяйственным растением.
Орешки растения используются в пищу. Урожайные годы — раз в 2—4 года. В обильные урожаи с 1 га собирают до 2 центнеров выколоченных из шишек орешков. В очищенных ядрах орешков стланика содержится до 59 %, а в орешках со скорлупой — до 26 % высокосортного масла, не уступающего по качеству маслам из орешков сибирского и корейского кедров, а также прованскому и миндальному маслу. Ядра орешков богаты крахмалом, белком, сахаром. Остающийся после извлечения из очищенных ядер орешков жмых используется для приготовления халвы, начинок для конфет, муки, печенья и других изделий. Орешки употребляются в пищу свежими и поджаренными («калёными»), местное население готовит из них «ореховое молоко».
Древесина стланика используется для небольших поделок. Стволики, сучья и корни пригодны как осмол для выгонки скипидара и смолы.
Кедровый стланик — хорошее мелиоративное растение для укрепления и облесения горных склонов, предупреждения оползней, осыпей, снежных обвалов и селевых потоков, закрепления оврагов и берегов рек, для защиты посадок вдоль горных дорог. Сдерживает развитие ветровой и водной эрозии, способствует образованию почвы на каменистых бесплодных склонах гор.
Популярное декоративное садовое растение в западной Европе. В России в качестве садового растения используется редко. Выращивается в Ботаническом саду Петра Великого в Санкт-Петербурге с начала XIX в. Там же, предположительно в 1807 году, впервые введён в культуру. Может использоваться для озеленения населённых пунктов на Севере.
В Европе введен в культуру Ботаническом садом Петра Великого в начале XIX в, в настоящее время там успешно выращивается, плодоносит.

### Применение в медицине
Скипидар из смолы кедрового стланика является ценным средством для внутреннего использования при лечении почек и мочевого пузыря. Он употребляется как внутрь, так и наружно, в том числе в паровой бане для лечения ревматических заболеваний. Кроме того, он применяется при лечении ОРВИ и туберкулеза. Как наружное средство кедровый стланик применяется для лечения различных кожных заболеваний, для заживления ран, язв, ожогов и т. д. Из растения готовятся мази, пластыри, припарки, травяные паровые бани, средства для ингаляции. Молодые охвоенные ветви («лапка») применяют как ранозаживляющее, антигельминтное, мочегонное средство; в прошлом ванны из отваров использовали при невралгиях, артритах, ревматизме, люмбаго, подагре, заболеваниях кожи.
Использовался как эффективное противоцинготное средство. Издавна кедровый стланик, а особенно его ореховое молоко и молодые весенние побеги и заболонь стволов считали хорошим лечебным средством против цинги. В качестве источника витаминов использовалась и хвоя растения, богатая витамином С (до 335 мг/кг — больше чем в лимонах в 6—10 раз) и каротином (40—132 мг/кг, больше чем в моркови в 4—12 раз).
Кедровый стланик использовался для борьбы с цингой сибирскими золотоискателями и рыбаками с давних пор. С. П. Крашенинников работавший в Великой Северной экспедиции (Второй Камчатской экспедиции) Витуса Беринга на Камчатке в 1737—1741 гг писал: «Вящшая в сланце доброта, что им пользуются от цинготной болезни с желаемым успехом, в чём вся морская экспедиция свидетель, ибо бывшие при оной служители никаких почти других лекарств для излечения объявленной болезни не принимали, кроме сланцевого дерева, из которого и квасы делали, и теплой вместо чаю пили, и нарочитые приказы отданы были, чтоб превеликой котел с варёным кедровником не сходил с огня.»
Экспедиции великих мореплавателей Джеймса Кука и Жана Франсуа Лаперуза, бывшие в конце XVIII века на Камчатке, кроме пополнения запасов пресной воды и пищи в этом крае, также получали в дар от местных жителей и хвою кедрового стланика в качестве средства для профилактики цинги.

В 1932 году врачи Санитарного управления Дальстроя с успехом применяли противоцинготный настой из широко распространённого на Колыме стланика. Начальник Сануправления Я. Я. Пуллериц отмечал:
«Способ приготовления настоя очень прост. Берут зелёные части стланика — метёлку, в чистой посуде заваривают горячей водой при температуре воды не свыше 60 градусов Цельсия (более горячая вода и кипячение разрушает противоцинготный витамин), настаивают в течение суток, а потом сливают в другую чистую посуду, и настой к употреблению готов. Готовить его следует не больше чем на три дня. Для лечебных целей требуется принимать ежедневно по пол-литра настоя (утром и вечером), а в целях профилактики через день — тоже по пол-литра.»
Семена едят для профилактики болезни бери-бери (ежедневная доза в 200—300 орешков предохраняют человека от заболевания).
Отвар «почек» используют как мочегонное, а в виде ингаляций- как отхаркивающее и дезинфицируещее средство при заболеваниях верхних дыхательных путей; их отвар и настойку пили при туберкулезе легких. В китайской медицине используют корни при фавусе-парше. Смолу (живицу) применяли при кожных болезнях в качестве ранозаживляющего средства. Противомикробное и противоцинготное действие настоев хвои подтверждено в клинических условиях.
В прошлом свежую кору привязывали к порезам и считали средством, вытягивающим стрелы из ран.

### Употребление в других целях
Желтовато-коричневый или зелёный краситель получают из хвои
Масло эфирное натуральное кедровостланиковое испытано в качестве биоактивной добавки к разным товарам народного потребления. На масло кедровостланиковое разработаны технические условия «ТУ 56-(00969497-004-93)».

## Кедровый стланик в культуре
«Стланик» — рассказ Варлама Шаламова.
«Кант» — рассказ Варлама Шаламова